# Schwebefähre Middlesbrough
Die Schwebefähre Middlesbrough (englisch Middlesbrough Transporter Bridge, offiziell Tees Transporter Bridge) ist die letzte Brücke über den Tees vor seiner Mündung in die Nordsee. Sie verbindet Middlesbrough am Südufer mit Port Clarence am Nordufer. Es handelt sich um eine Schwebefähre: eine Plattform (auch als Gondel bezeichnet) hängt an Seilen unter dem Brückenträger und legt den Weg über den Fluss in 90 Sekunden zurück. Sie kann entweder 200 Personen oder 9 Autos bzw. 6 Autos und einen Kleinbus transportieren. Die Schwebefähre Middlesbrough ist eine von zwei betriebsfähigen Schwebefähren im Vereinigten Königreich; die andere befindet sich in Newport, Südwales.

## Geschichte
Nach einem Parlamentsbeschluss von 1907 wurde die Brücke für 68.026 £ (dies entspricht 7.660.000 £ im Jahr 2025) von Sir William Arrol & Co. aus Glasgow zwischen 1910 und 1911 erbaut, um eine ältere Dampffähre zu ersetzen. Man entschied sich für eine Schwebefähre, weil das Parlament verlangt hatte, dass die neue Flussüberquerung den Schiffsverkehr nicht beeinträchtigen durfte. Die Brücke wurde am 17. Oktober 1911 durch Prince Arthur of Connaught eröffnet.
Die Schwebefähre Middlesbrough hat eine Gesamtlänge (einschließlich der äußeren Ausleger) von 259 m, die Spannweite zwischen den Stützen beträgt 180 m, der Brückenträger befindet sich in einer Höhe von 49 m über der Fahrbahn. Diese Abmessungen in Verbindung mit einer Gesamthöhe von 69 m machen dieses Bauwerk zum zweitgrößten heute noch existierenden seiner Art in der Welt. Nur die Schwebefähre Newport über den Usk in Südwales ist noch größer.
Im Dezember 1993 erhielt die Brücke die höchste Auszeichnung der Institution of Mechanical Engineers, die Heritage Plaque, in Anerkennung der Anstrengungen des Council, sie in gutem Zustand und betriebsfähig zu erhalten. Auf Grund ihrer historischen Bedeutung wurde sie 1985 als Grade-II*-Bauwerk unter Denkmalschutz gestellt. Seit 1993 wird sie während der Wintermonate durch Flutlicht beleuchtet, was ihre Bedeutung als örtliches Wahrzeichen weiter erhöht.
Sie war in Filmen (darunter Billy Elliot) und Fernsehprogrammen zu sehen. Anlässlich der Millenniumsfeierlichkeiten 2000 wurde auf ihrer ganzen Länge ein Feuerwerk abgebrannt.
Die Brücke steht heute im gemeinsamen Eigentum von Middlesbrough Council und Stockton-on-Tees Borough Council. Dabei liegt die Verantwortung für den täglichen Betrieb und die Unterhaltungsarbeiten beim Middlesbrough Council.

## Anmerkung
1. 1 2  Genau genommen handelt es sich bei dem statischen System um zwei Kragträger von jeweils 90 m Länge, die in Brückenmitte gelenkig miteinander verbunden und durch die Abspannung der rückwärtigen Ausleger in der Erde verankert sind.